# Pick Withers
Pick Withers (Leicester, Inglaterra, Reino Unido, 4 de abril de 1948) es un baterista británico. Fue miembro fundador de la banda de rock Dire Straits. Formó parte también de otros grupos durante la década de los 70.

## Biografía
Pick (inicialmente escribía su nombre como Pique) pasó a ser un músico profesional a los 17 años cuando entró a formar parte de una banda llamada Primitives. Ya a comienzos de la década de los 70, formó una banda de rock progresivo llamada Spring. Llegaron a publicar un álbum y a realizar una gira de dos años.
Finalmente, Spring se disolvió y Pick se integró en la banda Brewer's Droop (que ya habían publicado un álbum y estaban grabando el segundo). En esta banda conoció a un joven guitarrista, Mark Knopfler. Finalmente, Brewer's Droop se disolvió sin que su segundo álbum viera la luz a pesar de que haber sido producido y haber contado con la colaboración en algunas canciones de Dave Edmunds (de Rockpile). No sería hasta el año 1989 que esta grabación sería rescatada del olvido y publicada.
Tras la disolución de Booze Brothers, Pick continuó trabajando como músico de estudio en Rockfield Studios donde colaboraba principalmente con Dave Edmunds. Mark Knopfler, que vivía a mediados de los 70 con su hermano, David, había conocido también al bajista John Illsley; y entonces, le llamó para formar una banda. En un inicio tocaban de bar en bar como otras pub-bands del momento; su nombre era Cafe Racers por este motivo. Entonces Pick tuvo la idea de cambiar el nombre a Dire Straits (que en inglés viene a significar algo así como situación extrema) debido a su penosa situación económica.
Paralelamente a esto, Pick pasó a formar parte a tiempo parcial de la banda (también de rock progresivo, como Spring) Magna Carta con los que publicó un álbum en 1976. Magna Carta tenía ya una experiencia de años en el mundo musical desde que habían publicado su primer álbum, sin embargo Dire Straits parecía que empezaba a despegar y Pick decidió dejar Magna Carta y dedicarse a tiempo completo a Dire Straits.
Dire Straits publicaron su primer álbum en 1978. El estilo de Pick estaba basado en el sonido blues (combinaciones de snare y hit-hat en lugar de ritmos fuertes). La banda fue progresivamente ganando fama y complejidad musical. Pick permaneció en la banda hasta 1982, cuando decidió continuar su carrera orientándose hacia el jazz. El sustituto de Pick fue Terry Williams (también colaborador de Dave Edmunds).
A lo largo de la década de los 70, Pick colaboró con otros artistas como Chris Jagger, hermano de Mick Jagger, Michael Chapman, Dave Edmunds de Rockpile y Bob Dylan, entre otros.

## Discografía
Colaboración.
Michael Chapman
•1971 -Wrecked Again (Album).

### Spring
- 1971 - Spring.

### Brewer's Droop
Booze Brothers (grabado en 1972, publicado en 1989)

### Magna Carta
- 1976 - Putting It Back Together.

### Dire Straits
- 1978 - Dire Straits.
- 1979 - Communiqué.
- 1980 - Making Movies.
- 1982 - Love Over Gold.
- 1983 - Extended Dance.
- 1988 - Money for Nothing - Recopilatorio.
- 1995 - Live at the BBC - En directo.
- 1998 - Sultans of Swing: The Very Best of Dire Straits - Recopilatorio.
- 2005 - Private Investigations: The Best of Dire Straits & Mark Knopfler - Recopilatorio.

- Datos: Q717198
- Multimedia: Pick Withers / Q717198